# Крипто (фильм)
«Крипто» — американский криминальный драматический триллер 2019 года об отмывании денег и криптовалютах.
Режиссёр фильма Джон Сталберг-младший, сценарий написали Карлайл Юбэнк, Дэвид Фриджерио и Джеффри Ингбер. В главных ролях Бо Нэпп, Алексис Бледел, Люк Хемсворт и Курт Рассел. Фильм выпущен компанией Lionsgate в США 12 апреля 2019 года.

## Сюжет
Мартин «Марти» Дюран — аналитик по борьбе с отмыванием денег (AML) в штаб-квартире Omnicorp Bank на Манхэттене. Он готовит отчёт, показывающий, что потенциальный клиент, корпорация с оборотом в 7 миллиардов долларов, нарушила правила AML, что привело к срыву сделки. Генеральный директор хочет его уволить, но глава AML Робин верит в него и спасает его, хотя его понизили в должности до филиала в его крошечном родном городке Эльба, в северной части штата Нью-Йорк.
Он возобновляет общение с другом детства Эрлом, который владеет разорившимся винным магазином, но является компьютерным гением, который остаётся на плаву, добывая криптовалюту. Гораздо менее успешно проходят встречи с его братом Калебом и отцом Мартином-старшим, которые работают на обанкротившейся картофельной ферме, которую банк Мартина собирается вернуть во владение.
Марти знакомится с Кэти, которая работает в художественной галерее, её начальницей Пенелопой и их бухгалтером Тедом.
Проведенная Марти проверка банковских записей в целях борьбы с отмыванием денег побудила его исследовать галерею. Эрл помогает ему, взламывая различные компьютерные банки данных. Вместе они раскрывают многомиллионную схему отмывания денег смертоносной русской мафиозной группировки.
Эрл, Пенелопа и предшественница Марти в филиале убиты Виктором и Никосом, головорезами Теда. Эрл отправил Марти карту памяти с доказательствами того, что Робин содействует всей схеме отмывания денег в Omnicorp. Тед и его головорезы держат Мартина-старшего в заложниках, чтобы получить доказательства, но Марти и Калеб устраивают им ловушку при поддержке Кэти и её коллег из ФБР, когда Марти выясняет, кем она была.
Робина арестовывают, и Марти начинает майнинг криптовалюты на ферме, экономя их финансы, и одновременно начинает встречаться с Кэти.

## Актёры
- Бо Нэпп — Марти Дюран
- Алексис Бледел — Кэти
- Люк Хемсворт — Калеб Дюран
- Курт Рассел — Марти Дюран-старший
- Пол Йоханссон — Брайан

## Производство
Основные съёмки начались 15 июня 2018 года в Нью-Йорке, где в округе Ольстер, штат Нью-Йорк были сняты несколько сцен. Джон Сталберг-младший снял фильм по оригинальному рассказу Джеффри Ингбера и сценарию Карлайла Юбэнка и Дэвида Фриджерио, а продюсерами выступили Джордан Йель Левин и Джордан Беккерман из Yale Productions вместе с Фриджерио.

## Приём
Критики восприняли фильм в основном отрицательно: Rotten Tomatoes оценили фильм как «гнилой» с 5 отрицательными рецензиями и одной положительной. Ричард Ропер из The Chicago Sun-Times дал фильму 3 звезды из 4, заявив, что у Crypto было достаточно удивительных и «необычных» моментов, чтобы дать ему незначительную рекомендацию как «чудесно запутанное чувство вины». Напротив, Ноэль Мюррей из Los Angeles Times написал: «Все персонажи кажутся скопированными и вставленными из сотен других фильмов».